# Ben Jones
Ben Joseph Jones, né le 5 août 1924 à Carriere dans la paroisse de Saint Andrew et mort le 10 février 2005 dans la même ville, est un homme politique grenadien, Premier Ministre du pays de 1989 à 1990.

## Biographie
Jones est né à Carriere, paroisse de Saint Andrew à Grenade, et a été éduqué à la Belair Presbyterian Primary School jusqu'en 1943. Il s'engage dans l'armée pendant la Seconde Guerre mondiale.
Après la guerre, il travaille pendant neuf ans dans l'industrie pétrolière à Aruba, puis en 1953, il émigre en Angleterre pour suivre des études de Droit. Il entre à Gray's Inn et en parallèle à l'Université de Londres. Le 6 février 1962, il s’inscrit au barreau de Londres.
En 1964, il retourne à Grenade et devient avocat, mais dès 1965 il entre dans la magistrature puis en 1966 il devient secrétaire au Ministère des Relations extérieures, enfin à partir de 1967 il devient Sénateur de l'Opposition, poste qu'il occupe jusqu'en 1979.
Après l'Invasion de la Grenade en 1983, il se réengage en politique sous l'étiquette du Nouveau Parti national et est élu député. Dans le gouvernement d'Herbert Blaize, il est vice-premier Ministre et Ministre de la Justice puis Ministre des Relations extérieure et du Tourisme. En 1989, à la mort de Blaize, il devient Premier Ministre de Grenade jusqu'au élections suivantes de 1990. Il renonce alors à son appartenance au Nouveau Parti national pour rejoindre le Congrès démocratique national et devient Ministre de l'Agriculture. Cependant en 1991, il démissionne et retourne à son activité d'avocat.
Ben Jones meurt le 10 février 2005.